# 南西アフリカ警察対不正規戦部隊

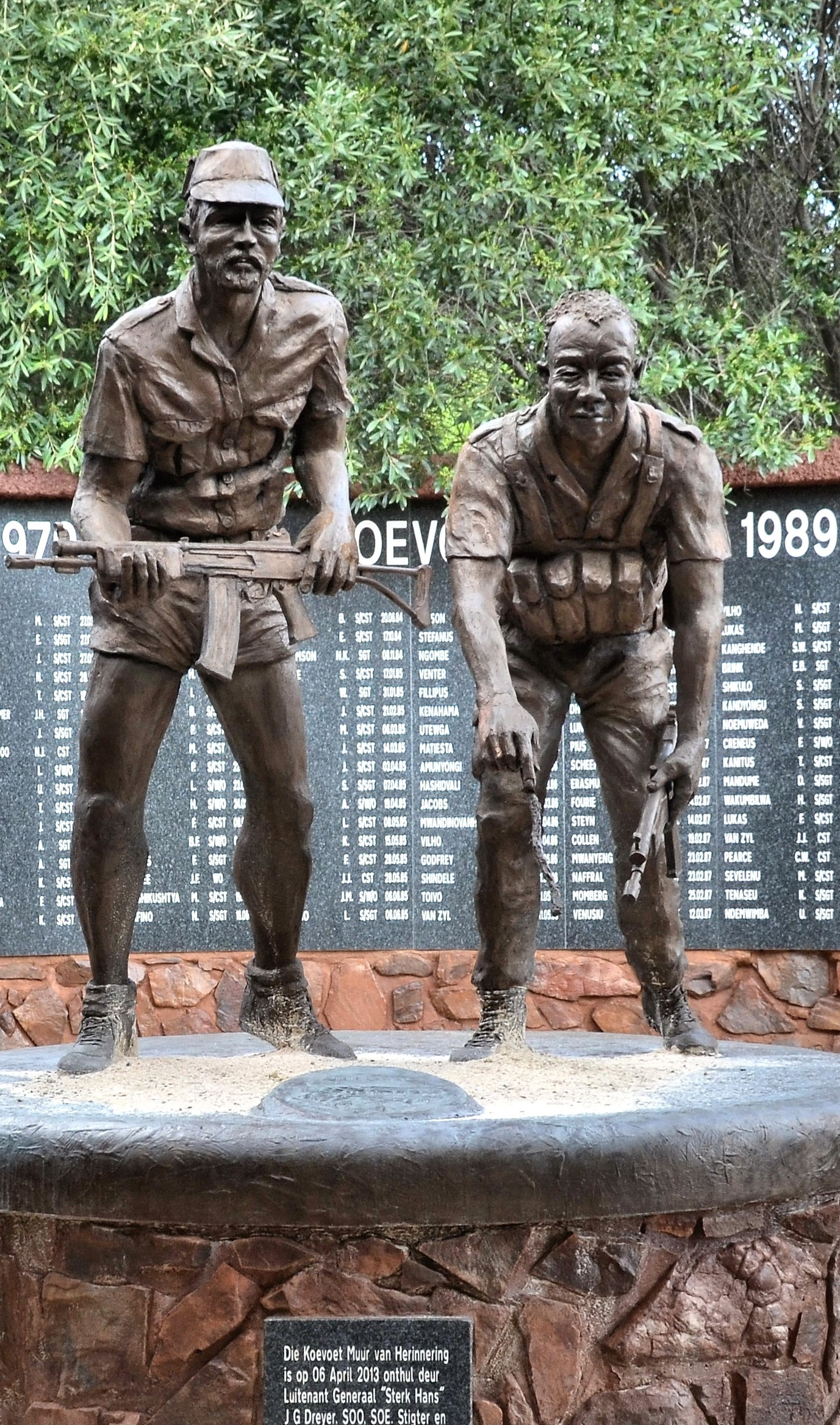
南西アフリカ警察対不正規戦部隊をたたえる銅像

南西アフリカ警察対不正規戦部隊は、南アフリカ統治下の南西アフリカに存在していた南西アフリカ警察(SWAPOL)の準軍事組織。通称クーフト(アフリカーンス語: KOEVOET、バールの意味)、オペレーションK。対反乱(COIN)作戦に従事したが、1990年に南アフリカ政府と独立したナミビア政府との交渉で解散した。

## 沿革

### 背景
アパルトヘイトを行う南アフリカの国民党政権の傀儡である南西アフリカと現地民の民族独立を訴える南西アフリカ人民機構(SWAPO)との戦い(ナミビア独立戦争)に南西アフリカ警察(SWAPOL)は直面し、そのためローデシア紛争を経験した南アフリカ警察(SAP)のHans Dreyer大佐(当時)は過去の経験を生かし、警察に対テロ部隊の設立を構想した。創設時の隊員らは警察特殊タスクフォースなどから訓練を受け、1980年代には隊員は1000人を超えた。

## 南アフリカ共和国による設立
1975年に南アフリカ共和国国防相ピーター・ウィレム・ボータは、アンゴラ解放人民運動（MPLA）を支援するソビエト連邦やキューバに対抗してアンゴラ内戦に直接介入する方針を決定し、サバンナ作戦ではアンゴラに武力侵攻を行い、MPLAと対立したアンゴラ民族解放戦線（FNLA）やアンゴラ全面独立民族同盟（UNITA）に属したアンゴラの黒人も引き入れて第32大隊や南西アフリカ警察対不正規戦部隊を組織した。特にボータに象牙のAK-47も贈る仲だったUNITAのジョナス・サヴィンビ議長と親交を結び、南アフリカ軍がUNITAを支援する軍事作戦を連続して実行したクイト・クアナヴァレの戦いは第二次世界大戦以来のアフリカ大陸での大規模な戦闘の1つとされた。
第32大隊はアンゴラ内戦やナミビア独立戦争に投入され、アンゴラでは「クトゥ・クアナヴァールの戦い」に参加する。

### 戦果
KOEVOETは解散までに1,615回の戦闘を経験し、3,225人ものゲリラを殺害もしくは逮捕したと推測されている。

## 戦術
KOEVOETは少数の白人指揮官と多数の黒人隊員によって編成されている。主にオバンボ方言を話せるオバンボ人のアンゴラ民族解放戦線メンバーなどが所属しており、部隊の性質としてはローデシア軍のセルース・スカウツやポルトガル領モザンビークのフレシャス、南アフリカ防衛軍の第32大隊といったアフリカ系現地人中心の特殊部隊と類似している。
彼らが主に行っていた戦術は足跡などを頼りに逃走するゲリラを見つけるコンバット・トラッキングという追跡術であり、黒人隊員らは小火器の扱いとともにトラッカーとしての訓練を受けていた。また、SWAPOは自動小銃からロケット砲や迫撃砲、対空兵器などで武装している他地雷などを埋設していたため、KOEVOETの隊員らは地雷対策をしたキャスパー装甲兵員輸送車に随伴し、またヘリコプターによる航空支援も受けて任務にあたっていた。
KOEVOETは当時の南アフリカ国防軍が使用していたベクターR4シリーズ(IMI ガリルのコピー)を主に使用していたが、SWAPOなどから鹵獲したAK47やPKM機関銃といった共産圏製の銃器をKOEVOETの隊員が手にしている写真もある。